# Corinne Bailey Rae
Corinne Bailey Rae (Leeds, 26 febbraio 1979) è una cantautrice e chitarrista britannica.

## Biografia

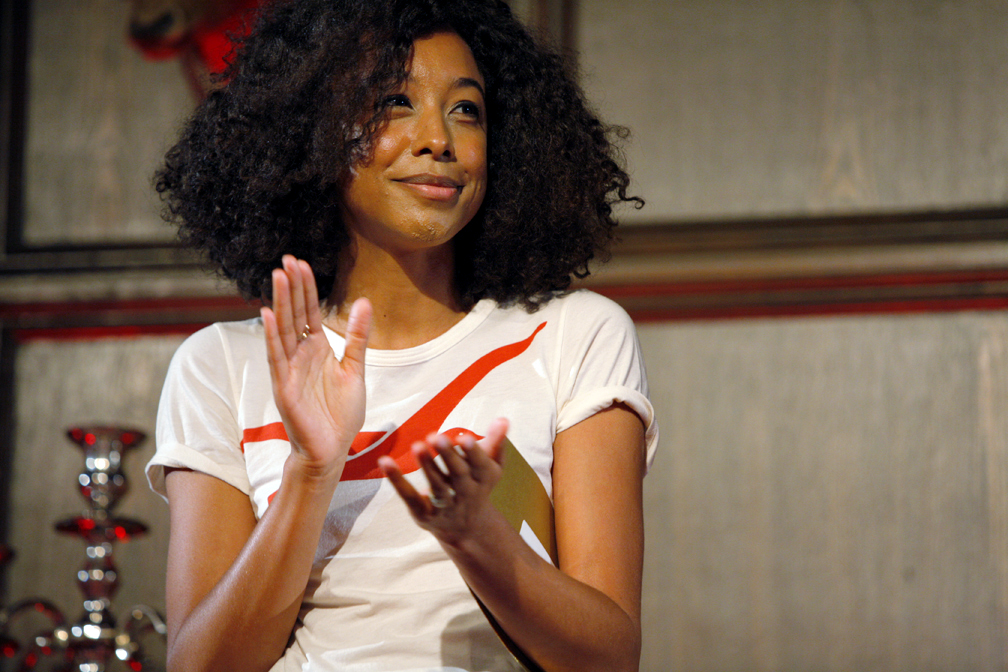
Corinne Bailey Rae

Bailey Rae è nata a Leeds da padre proveniente da Saint Kitts e Nevis e madre britannica, maggiore di tre figlie. Le sue sorelle sono Candice Bailey e l'attrice Rhea Bailey. Studia musica classica a scuola, ed inizia a cantare nel coro della chiesa. In questo periodo fa parte di un gruppo giovanile chiamato Revive, con il quale incide due album. In seguito ispirata dal femminismo delle Veruca Salt e delle L7 forma il gruppo musicale femminile Helen, che nonostante un contratto con la Roadrunner Records si scioglie quando uno dei membri resta incinta.
Nel 2004 Corinne Bailey Rae entra in contatto con la Global Talent Publishing e viene seguita da Mark Hill, produttore di Craig David. La cantante appare nel brano Young and Foolish nell'album better luck next time, degli stiX, il gruppo di Mark Hill. Nel novembre 2005 viene pubblicato il suo primo singolo Like a Star mentre il suo album di debutto Corinne Bailey Rae esce nel febbraio 2006. L'album debutta alla prima posizione nel Regno Unito ed entra nella top ten della classifica statunitense Billboard 200, raggiungendo la posizione numero quattro e rimanendo in classifica per l'album vende album 1.9 milioni di copie solo negli Stati Uniti. Ad aprile 2006, Corinne Bailey Rae viene certificato doppio disco di platino dalla BPI e disco di platino dalla RIAA. Il secondo singolo estratto dall'album Put Your Records On, ad oggi il suo più grande successo, raggiunge la vetta della Official Singles Chart e vende oltre 945,000 copie negli Stati Uniti. Inoltre ha il merito di far conoscere la cantante in tutto il mondo, facendola entrare nelle classifiche di diversi paesi in Europa ed Australia.
Bailey Rae viene nominata rivelazione dell'anno nel corso dell'annuale sondaggio organizzato dalla BBC nel 2006 e diventa la quarta artista donna britannica della storia ad avere il suo album di debutto alla prima posizione. La Bailey Rae viene inoltre nominata ai Grammy Award ed ai BRIT Awards e vince due MOBO Awards, un grammy Award all'album dell'anno ed un Grammy Award al miglior album jazz per la sua partecipazione come artista ospite in River: The Joni Letters di Herbie Hancock.
Corinne Bailey Rae pubblica il suo secondo album The Sea il 26 gennaio 2010, dopo una pausa di quasi due anni. I brani presenti nel nuovo album sono stati prodotti da Steve Brown e Steve Chrisanthou (che aveva già prodotto il suo album di debutto nel 2006). La cantante viene nominata ai Mercury Prize nella categoria "Album dell'anno" per The Sea.
Nel febbraio 2016, dopo un periodo di silenzio, annuncia l'album The Heart Speaks in Whispers, pubblicato nel maggio seguente.

## Vita privata
Il marito, il sassofonista Jason Rae, è deceduto il 23 marzo 2008, probabilmente a causa di un'overdose di droga.

## Discografia

### Album
- 2006 - Corinne Bailey Rae
- 2010 - The Sea
- 2016 - The Heart Speaks in Whispers
- 2023 - Black Rainbows

### DVD
- 2007 - Live in London & New York

### Singoli
- 2005 - Like a Star
- 2006 - Put Your Records On
- 2006 - Trouble Sleeping
- 2007 - I'd Like To
- 2007 - Breathless
- 2009 - I'd Do It All Again
- 2010 - Paris Nights/New York Mornings
- 2010 - Closer
- 2016 - Been to the Moon
- 2023 - Black Rainbows